# Ballinbreich Castle

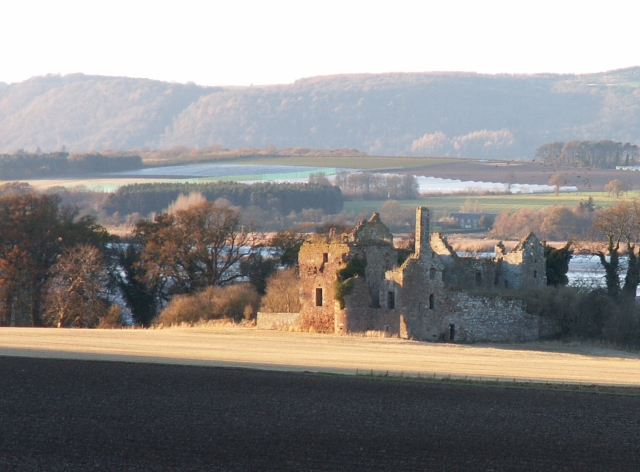
Ballinbreich Castle

Ballinbreich Castle ist die Ruine eines Wohnturms am Südufer des Tay in der schottischen Council Area Fife.

## Name
Der Name „Ballinbreich“ ist von einem alten keltischen Namen abgeleitet. Es handelt sich um die Verballhornung von „Balan-breac“ (dt.: „Stadt der Forellen“).

## Geschichte
Um 1160 gehörte das Land, auf dem der Wohnturm später entstand, Orm, dem Sohn des Hugh of Abernethy. Um 1312 fiel es durch Heirat die Familie Leslie. Bald danach ließen die Leslies einen Wohnturm mit L-förmigem Grundriss errichten, der eine Treppe im Innenwinkel hatte und von einer rechteckigen Kurtine umgeben war.
Anfang des 16. Jahrhunderts wurde der Turm wesentlich umgestaltet und erweitert. 1565 war Maria Stuart zu Gast. Um 1572 erfolgte eine weitere Umgestaltung, was an einem Stein über dem Eingang zu erkennen ist. So erhielt der Turm seine heutige Form.
Schon 1457 waren die Leslies zu Earls of Rothes erhoben worden, 1580 erfolgte die Erhebung zu Dukes of Rothes. Ihr Wappen zeigt den roten Löwen der Abernethys mit einem schwarzen Band hindurch, was auf ihre Wurzeln in der Heirat im 14. Jahrhundert hinweist. Der Schlachtruf des Clan Leslie ist „Ballinbreich!“
Im 19. Jahrhundert wurden Anwesen und Burg an die Dundases aus Kerse verkauft, um den Wiederaufbau von Leslie House zu finanzieren. Die Familie Dundas wurde 1838 zunächst als Earls of Zetland installiert und schließlich 1873 zu den Marquesses of Zetland erhoben. Sie kümmerten sich aber vornehmlich um ihre Ländereien auf den Shetland-Inseln und ließen Ballinbreich Castle verfallen.

## Heute
Heute besteht Ballinbreich Castle nur noch aus seinen Umfassungsmauern und gilt als einsturzgefährdet. Das Innere ist mit Bäumen und Sträuchern bewachsen. Historic Scotland hat es als Scheduled Monument gelistet.